# 所澤航空紀念公園
35°47′52.96″N 139°28′26.92″E / 35.7980444°N 139.4741444°E

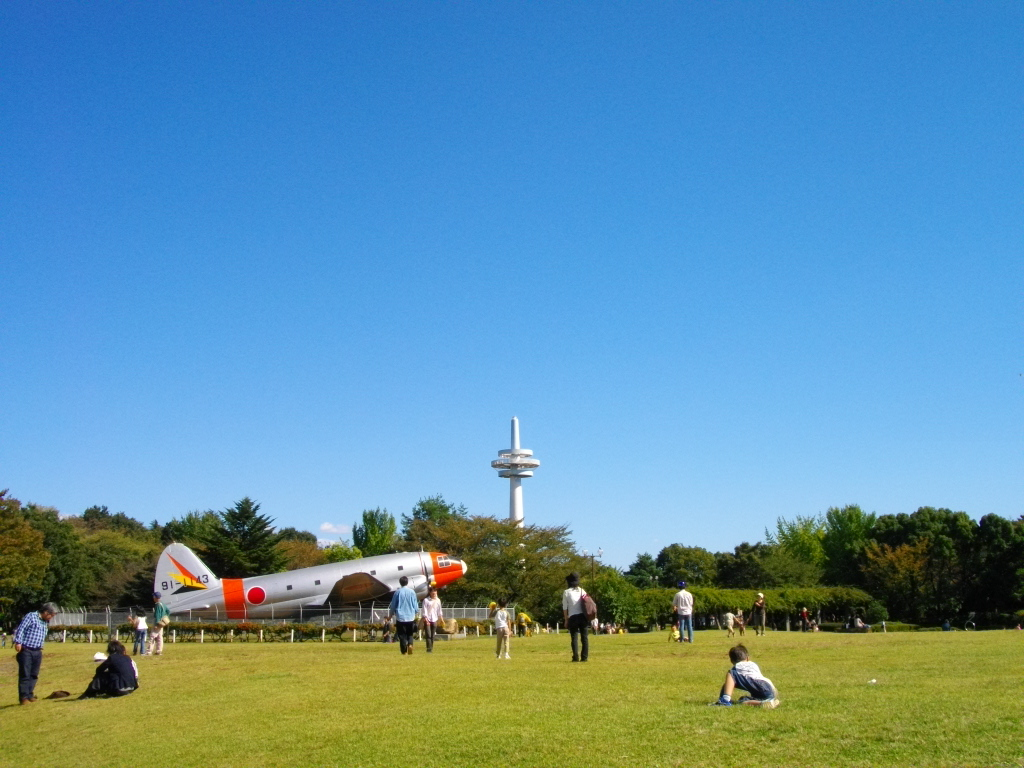
所澤航空紀念公園

所澤航空紀念公園是位在日本埼玉縣所澤市的公園。1978年3月建立。公園內有所泽航空发祥纪念馆。公园是在1911年4月1日日本启用的第一座机场——所泽机场旧址上建造的。日本第一架飞机于1911年10月13日在所泽首飞。

## 外部連結
- 维基共享资源上的相關多媒體資源：所澤航空紀念公園